# Bruninho & Davi
Bruninho & Davi é uma dupla de cantores e compositores de sertanejo universitário  formada pelos amigos Bruno Alessandro da Silva Cerri (Campo Grande, 3 de abril de 1989), conhecido como Bruninho, e Davi Garcia de Ávila Filho (Campo Grande, 17 de setembro de 1985), conhecido como Davi, ambos nascidos em Mato Grosso do Sul, Brasil.

## Biografia
Bruninho e Davi se conheceram na infância cantando na igreja em Campo Grande, Mato Grosso do Sul. Na adolescência integraram uma banda de rock chamada Vega, onde não eram vocalistas: Davi tocava guitarra e Bruninho tocava teclado. Em 2009, durante um reencontro entre os dois na festa de aniversário de Bruninho decidiram formar oficialmente uma dupla sertaneja e lançaram a primeira música de trabalho, "Zona Sul". Em 2010, lançaram o clipe "Vamo Mexê" com Michel Teló, que já passa de 7 milhões de acessos no YouTube e foi o primeiro grande sucesso da dupla. O clipe foi o passaporte da dupla para participar do quadro Garagem do Faustão do programa Domingão do Faustão da Rede Globo, onde ficaram entre os artistas finalistas. Mas o clipe mais acessado da dupla é "Se Namorar Fosse Bom", lançado em 2012, no Dia dos Namorados, com quase 18 milhões de acessos, e fez com que a dupla fosse conhecida nacionalmente. No mesmo ano, a dupla lançou o clipe de "Morena" e "Smirnofy", em 2011.
A dupla também lançou "Cê é Loco", que ficou entre as músicas mais tocadas nas rádios do país. Em 2014, a dupla assinou com a gravadora Sony Music e lançou o seu primeiro DVD, intitulado Ao Vivo em Campo Grande, com produção musical de Dudu Borges. O primeiro single foi "Me Leva Amor", lançada em abril de 2014. Em agosto de 2014, a dupla lançou o segundo single do DVD, "Onde Nasce o Sol", com participação de Jorge & Mateus, e já passa de 10 milhões de visualizações no YouTube. Bruninho & Davi lançaram o terceiro single "Imagina com as Amigas", que teve clipe com direção de Daniel Ferro, lançado em dezembro de 2014 na VEVO e já passa dos 43 milhões de visualizações no YouTube. Atualmente lançaram a música "E essa boca aí?" com participação especial de Luan Santana no DVD Bruninho e Davi Ao Vivo no Ibirapuera, que já tem quase 50 milhões de visualizações no YouTube.
Além dos clipes, a dupla produz web séries em seu canal no YouTube: "Indo pra Zona Sul", "B&D no Verão", "B&D na Copa" e atualmente está no ar a segunda temporada de "B&D no Verão".

## Discografia
- 2024 - Bruninho & Davi - Ao Vivo em Curitiba - Sony Music
- 2019 – Quase Ontem - Ao Vivo - Sony Music
- 2018 – Violada - Ao Vivo em Brasília - Sony Music
- 2017 – Bruninho & Davi - Ao Vivo no Ibirapuera - Sony Music
- 2015 – Depois das 3 - Sony Music
- 2014 – Bruninho e Davi - Ao Vivo em Campo Grande - Sony Music
- 2013 – Bruninho & Davi - Independente
- 2011 –  O Proibido Liberou - Independente
- 2010 – Proibido Para Menores - Independente